# Сарруф, Фадлалла Иванович
Фадлалла Иванович Сарруф (1826, Дамаск — 2 [15] ноября 1903, Санкт-Петербург) — российский ориенталист арабского происхождения, православный сирийский араб. Член-учредитель ИмператорскогоПравославного Палестинского Общества (1882).

## Биография
Родился 6 октября 1826 года[по какому календарю?] в Дамаске в православной семье. Образование получил в патриарших школах Дамаска и Иерусалима.
В 1848 году, по рекомендации Антиохийского патриарха Мефодия, Сарруф поступил на службу во вновь учреждённую Русскую Духовную Миссию в Иерусалиме. В 1850 году Сарруф сопровождал начальника миссии, архимандрита Порфирия (Успенского), в Александрию, Каир, Коптские монастыри и затем на Синай, в православный Монастырь Святой Екатерины. Двинувшись оттуда в обратный путь, Сарруф через пустыню Негев достиг Хеврона и вернулся в Иерусалим. В начале Крымской войны, в 1854 году, миссия была отозвана и Сарруф прибыл в Россию, где в 1857 году принял русское подданство.
После Парижского мира Сарруф был назначен драгоманом при Русской Духовной Миссии и вернулся на Ближний Восток. Во время путешествия нового начальника миссии, епископа Кирилла (Наумова), епископа Мелитопольского, по Сирии и Палестине, Фадлалла Сарруф проявил незаурядное дипломатическое искусство и много способствовал установлению добрых взаимоотношений между начальником миссии и главами различных этноконфессиональных общин региона... При содействии Фадлаллы Сарруфа, Русская Духовная Миссия приобрела дом в Дамаске, а около Бейрута — большой участок земли для постройки церквей и богоугодных заведений. Выбранная и купленная Сарруфом Бейрутская и Дамасская недвижимость сделалась вскоре форпостом русской ориенталистики на Ближнем Востоке, базой для научных экспедиций о. Антонина (Капустина), И. И. Срезневского, М. О. Аттая, А. Е. Крымского... В Иерусалиме, при содействии Фадлаллы, было приобретено несколько небольших участков земли под постройку гостиниц для паломников.
В 1860 году Сарруф содействовал соединению большого количества греко-униатов с Православной церковью. В 1861 году был награждён орденом Святого Станислава 3-й степени, а в следующем году ему был пожалован первый чин. Для планировавшейся, но неосуществлённой миссии к императору Абиссинии Федору (миссия была отозвана в 1864 году) Сарруф изучил амхарский язык.
С 1878 по 1880 годы Сарруф состоял цензором восточных языков в Главном управлении по делам печати, а в 1882 году поступил лектором арабского языка в Санкт-Петербургский университет.
Издал фототипически коллекцию писем на арабском языке и составил грамматику современного простонародного языка арабов, с приложением пословиц, поговорок, кратких повестей, двустиший, хадисов и песен.
Скончался 2 (15) ноября 1903 года в Санкт-Петербурге. Похоронен на Шуваловском кладбище.